# Histopona
Histopona là một chi nhện trong họ Agelenidae. Chúng ban đầu được Tamerlan Thorell mô tả như một phân chi của Hadites vào năm 1869, sau đó được tách thành chi riêng bởi Brignoli vào năm 1972.

## Các loài
- Histopona bidens (Absolon & Kratochvíl, 1933) – Croatia, Macedonia
- Histopona breviemboli Dimitrov, Deltshev & Lazarov, 2017 – Bulgaria, Turkey (Europe)
- Histopona conveniens (Kulczyński, 1914) – Bosnia and Herzegovina
- Histopona dubia (Absolon & Kratochvíl, 1933) – Croatia, Bosnia and Herzegovina
- Histopona egonpretneri Deeleman-Reinhold, 1983 – Croatia
- Histopona fioni Bolzern, Pantini & Isaia, 2013 – Switzerland, Italy
- Histopona hauseri (Brignoli, 1972) – Greece, Macedonia
- Histopona isolata Deeleman-Reinhold, 1983 – Greece (Crete)
- Histopona italica Brignoli, 1977 – Italy
- Histopona krivosijana (Kratochvíl, 1935) – Montenegro
- Histopona kurkai Deltshev & Indzhov, 2018 – Albania, Macedonia
- Histopona laeta (Kulczyński, 1897) – Balkans
- Histopona leonardoi Bolzern, Pantini & Isaia, 2013 – Switzerland, Italy
- Histopona luxurians (Kulczyński, 1897) – Austria to Ukraine and south-eastern Europe
- Histopona myops (Simon, 1885) – South-eastern Europe
- Histopona palaeolithica (Brignoli, 1971) – Italy, Montenegro
- Histopona sinuata (Kulczyński, 1897) – Romania
- Histopona strinatii (Brignoli, 1976) – Greece
- Histopona thaleri Gasparo, 2005 – Greece
- Histopona torpida (C. L. Koch, 1837) – Europe, Caucasus
- Histopona tranteevi Deltshev, 1978 – Bulgaria
- Histopona vignai Brignoli, 1980 – Albania, Macedonia, Greece